# Massemen
Masmines, en néerlandais Massemen est une section de la commune belge de Wetteren située en Région flamande dans la province de Flandre-Orientale. C'était une commune à part entière avant la fusion des communes de 1977.

## Histoire
La terre et seigneurie de Masmines, au pays de Termonde, est érigée en principauté le 1er août 1652 au profit de Philippe-Balthazar de Gand, comte d'Iseghem.

## Démographie

### Évolution démographique
- Sources : INS, Rem. : 1831 jusqu'en 1970 = recensements, 1976 = nombre d'habitants au 31 décembre[3].
- 1900 : Scission de Westrem en 1899.